# جان سيلفان بابين
جان سيلفان كلود بابين (بالفرنسية: Jean-Sylvain Claude Babin) (مواليد 14 أكتوبر 1986 - كوربيل إيسون ، فرنسا) هو لاعب كرة قدم مارتينيكي فرنسي ، يجيد اللعب في مركز قلب الدفاع ، ويلعب حاليًا لنادي ريال سبورتينغ خيخون الإسباني.

## روابط خارجية
- جان سيلفان بابين على موقع قاعدة بيانات كرة القدم.إي يو (الإنجليزية)
- جان سيلفان بابين على موقع ناشيونال فوتبول تيمز (الإنجليزية)
- جان سيلفان بابين على موقع Soccerbase.com (لاعب) (الإنجليزية)
- جان سيلفان بابين على موقع Soccerway.com (الإنجليزية)
- جان سيلفان بابين على موقع AS.com (الإسبانية)